# Revival Band
A Revival Band 1984-ben egyetemistákból alakult bluegrass zenekar. A bluegrass zene az észak-amerikai népzenék közé tartozó country egyik stílusa. Tagjai: Juhos Erika - ének; Várkonyi Béla - gitár, ének (basszus); Raschek Mihály - gitár, ének (tenor); Ifj. Vitányi Iván - bőgő. A tagok időnként még ma is fellépnek együtt, különösen nyári fesztiválokon azonban a zenekar állandó formációként már nem létezik. Repertoárjuk a Peter, Paul and Mary együttes dalaiból áll, melyeket angolul adnak elő.

## Külső hivatkozások
- A bluegrass zenei fesztiválon (Abaliget)